# Schoberer Rad Messtechnik
Schoberer Rabe.  Messtechnik (SRM) is een techniek waarmee het vermogen van een wielrenner gemeten kan worden. De techniek werd tussen 1986 en 1988 ontwikkeld door de Duitse ingenieur Ulrich Schoberer.
De meter is ingebouwd in een schijf tussen de kettingbladen en de crank, het verbindingsstuk tussen de pedalen en de trapas. Rekstrookjes meten de uitgeoefende kracht, die wordt doorgeseind naar een op het stuur gemonteerd computertje. Met behulp van gegevens over de lengte van de crank, van belang voor het koppel, en de pedaalomwentelingen van de renner wordt het vermogen berekend, uitgedrukt in watt. 
De SRM-meter is een soort ergometer, die gebruikt kan worden om de prestatie van de renner aan te geven. Het vermogen van een renner kon al langer gemeten worden, door een fiets op een rolbank met meetapparatuur te monteren. Met SRM kunnen dergelijke metingen ook onderweg worden uitgevoerd.
Sommige toprenners kunnen in een sprint gedurende korte tijd een vermogen ontwikkelen van meer dan 2000 watt.

## Bron
- website SRM